# Maximiliano Ghione
Maximiliano Ghione (Bahía Blanca, provincia de Buenos Aires; 17 de mayo de 1973) conocido artísticamente como Maxi Ghione, es un actor, director, escritor y docente argentino. Es conocido principalmente por sus papeles en las telenovelas Buenos vecinos y Montecristo.

## Biografía
Hijo del bancario Gustavo Ghione y de Nora Di Carli.
Vivió en varias ciudades de la provincia de Buenos Aires debido al trabajo de su padre. 
Se formó como actor en el Teatro Calibán con Norman Briski y en la ETBA con Raúl Serrano.

## Patología
Sufre una enfermedad llamada Osteoesclerosis la cual produce la pérdida paulatina de la audición. Cuando llegó a una pérdida auditiva en grado de severa con frecuencias en profundas, fue operado del oído derecho, en 2020. Desde 2006 hasta su operación usó audífonos para poder trabajar. [cita requerida]

## Abuso
El actor declaró públicamente que sufrió abuso sexual a los once años de edad y que esperó a que murieran sus padres para hablar, ya que consideró que hubiera sido como "matarlos en vida". [cita requerida] 
Su declaración fue en apoyo a la denuncia por abuso sexual de la actriz Thelma Fardín hacia el actor Juan Darthés, cuando ella tenía 16 años.

## Filmografía
| Año  | Película                | Guion                             | Dirección                  | Personaje | Premios                 | Destacados                                                                             |
| ---- | ----------------------- | --------------------------------- | -------------------------- | --------- | ----------------------- | -------------------------------------------------------------------------------------- |
| 1997 | Cenizas del paraíso     |                                   |                            | Reportero |                         |                                                                                        |
| 1998 | Buenos Aires me mata    |                                   |                            |           |                         |                                                                                        |
| 2001 | Un amor en Moisés Ville |                                   |                            |           |                         |                                                                                        |
| 2001 | No muertos              |                                   |                            |           |                         |                                                                                        |
| 2002 | ¿Y dónde está el bebé?  |                                   |                            |           |                         |                                                                                        |
| 2003 | Roma                    | Adolfo Aristarain y Katy Saavedra | Adolfo Aristarain          | Guido     |                         |                                                                                        |
| 2016 | Aterrados               | Demián Rugna                      | Demián Rugna               | Funes     | premios internacionales | mejor película de cine de terror argentina. Derechos comprados por Guillermo Del Toro. |
| 2017 | Mala vida               | Mad Campri                        | Mad Campri y Fernando Díaz |           |                         |                                                                                        |

## Televisión
| Año       | Telenovela                       | Canal              | Personaje           | Rol                                  |
| --------- | -------------------------------- | ------------------ | ------------------- | ------------------------------------ |
| 1994      | Sin condena                      | Canal 9            |                     |                                      |
| 1997      | Aprender a vivir                 | Canal 9            |                     |                                      |
| 1998      | Las chicas de enfrente           | Canal 13           |                     |                                      |
| 1998      | Desesperadas por el aire         | Canal 13           |                     |                                      |
| 1998      | Cebollitas                       | Telefe             | Lito Lucero         |                                      |
| 1999      | Mamitas                          | Canal 9            | Juan                |                                      |
| 1999-2000 | Buenos vecinos                   | Telefe             | Ramiro Merlo        |                                      |
| 2001      | Provócame                        | Telefe             | Toti Montero        |                                      |
| 2001      | Reality Reality                  | Canal 9            | Participante        |                                      |
| 2002      | El precio del poder              | Canal 9            |                     |                                      |
| 2002      | 099 Central                      | Canal 13           | Burgos              |                                      |
| 2002      | Final de juego                   | Canal 13           | Rulo                |                                      |
| 2003      | Soy gitano                       | Canal 13           | Silverio Soto       |                                      |
| 2003      | Final de juego                   | Canal 13           | Rulo                |                                      |
| 2003      | Ciudad de pobres corazones       | América TV         |                     |                                      |
| 2003      | Infieles                         | Telefe             | Marcelo             | Ep: "La pequeña muerte"              |
| 2004      | Los Roldan                       | Telefe             | El mismo            | Cameo                                |
| 2004      | Sangre fría                      | Telefe             | Julián Lombardo     | Actor de elenco estable              |
| 2004      | Los machos de América            | América TV         | Facundo             |                                      |
| 2005      | Historias de sexo de gente común | Telefe             |                     |                                      |
| 2005      | Numeral 15                       | Telefe             |                     | Ep: "Larga distancia"                |
| 2005      | Ambiciones                       | Telefe             |                     |                                      |
| 2005      | Amarte así, Frijolito            | Telemundo          | Lucho               |                                      |
| 2006      | Montecristo                      | Telefe             | Ramón Ortega        | Actor de elenco estable              |
| 2006      | Sobre ruedas                     | TV Pública         |                     |                                      |
| 2006      | Un cortado, historias de café    | TV Pública         |                     |                                      |
| 2007      | El Capo                          | Telefe             | Adrián Svarsky      | Actor de elenco estable              |
| 2008      | B&B                              | Telefe             | Torcuato            | Antagonista principal                |
| 2009      | Casi ángeles                     | Telefe             | Alsina              | Participación especial (Antagonista) |
| 2009-2010 | Botineras                        | Telefe             | Marcos Ibarra       | Participación especial (Antagonista) |
| 2010      | Secretos de amor                 | Telefe             | Bonardo             | Actor de elenco estable              |
| 2010-2011 | Contra las cuerdas               | TV Pública         | Luciano             | Protagonista                         |
| 2011      | Dance!, la fuerza del corazón    | Saeta TV Canal 10  | Jimmy Pereyra       | Protagonista                         |
| 2011      | Las viajadas                     | Acequia TV         | Abogado             | Participación Especial               |
| 2011      | Los Únicos                       | Canal 13           | Salerni             | Participación especial               |
| 2013      | Historias de corazón             | Telefe             | Pablo Manzi         | Protagonista                         |
| 2014      | Somos familia                    | Telefe             | Francisco Morales   | Antagonista principal                |
| 2015      | Noche & Día                      | Canal Trece        | Amadeo Lucero       | Participación especial               |
| 2015      | Conflictos modernos              | Canal 9            | Mauro Andrizzi      | Protagonista                         |
| 2017      | Amar después de amar             | Telefe             | Isaac Roth          | Antagonista                          |
| 2019      | El Bronx                         | Caracol Television | Gregorio Scola      | Papel de reparto                     |
| 2019      | Campanas en la noche             | Telefe             | Toni                | Antagonista                          |
| 2021      | Maradona, sueño bendito          | Amazon Prime Video | Morsa               | Participación especial               |
| 2021-2022 | La 1-5/18                        | Canal 13           | Fernando "Chacho"   | Papel de reparto                     |
| 2023      | Las bellas almas de los verdugos | TV Pública         | Valerga             | Participación especial               |
| 2023      | Romina Poderosa                  | Caracol Televisión | Abelardo Moya Sáenz | Papel de reparto                     |

## Teatro
| Año       | Obra de teatro                     | Autor                                                         | Director                 | Teatro                    | Personaje                        | Rol            |
| --------- | ---------------------------------- | ------------------------------------------------------------- | ------------------------ | ------------------------- | -------------------------------- | -------------- |
| 1994      | Sandokán, una de piratas           | Héctor Presa                                                  | Héctor Presa             | Teatro Nacional Cervantes | Pirata Maldito                   |                |
| 1995      | La Pulpera de Santa Lucía          | Maximiliano Paz                                               | Maximiliano Paz          | Teatro General San Martín | Miranda                          |                |
| 1999-2000 | Las alegres mujeres de Shakespeare | Adaptación de las Alegres Comadres de Windsor Claudio Hochman | Claudio Hochman          | Teatro Broadway           |                                  |                |
| 2003      | Romeo y Julieta                    | William Shakespeare                                           | Alicia Zanca             | Teatro General San Martín | Mercucio                         |                |
| 2004      | Kamikaze                           | Luis Saez                                                     | Luis Luque               | Teatro Payró              |                                  |                |
| 2004      | Frida y yo                         | Emilia Mazer                                                  | Emilia Mazer             | Teatro de la Cooperación  | Alex, Wilhem Kalo y Diego Rivera | Coprotagonista |
| 2004-2005 | Más que amigos                     | aniel Dátola                                                  | Julián Howard            | Teatro Metropolitan       | Mariano                          |                |
| 2007      | Arlequín, servidor de patrones     | Carlo Goldoni                                                 | Alicia Zanca             | Teatro General San Martín | Florencio                        |                |
| 2007-2008 | Codicia                            | David Mammet                                                  | Marcelo Cosentino        | Teatro Coliseo            | Linchester                       |                |
| 2008      | El enterrador                      | Gerardo Sofovich                                              | Gerardo Sofovich         | Multiteatro               | Mariano                          |                |
| 2009      | La cocina                          | Arnold Wesker                                                 | Alicia Zanca             | Teatro General San Martín | Pedro                            |                |
| 2016      | Como te soñé                       | Micaela Libson                                                | Valeria Ambrosio         | Multiteatro               | Gino                             |                |
| 2018      | Quien manejaba                     | Micaela Libson                                                | Valeria Ambrosio         |                           | Renato                           |                |
| 2022      | Tres vidas para Oswald             | Christian Humberto Ortiz                                      | Christian Humberto Ortiz | Teatro Premier            | Oswald                           | Coprotagonista |

## Premios y nominaciones
- 1999-2000: Premio Ace a la revelación masculina, por su trabajo en Las alegres mujeres de Shakespeare
- Premio Pombero al mejor actor en el Festival Internacional de Cine de Género.
- Premio Magazine a su trayectoria.

## Libros
La agencia ATCOMUNICA anunció que publicaría su libro Literatura de barro en formato digital, en 2023. [cita requerida]